# Hrabstwo
Hrabstwo – dawniej okręg administracyjny pod zarządem hrabiego, obecnie jednostka podziału administracyjnego.
W państwie Franków od czasów Merowingów oraz w średniowieczu w państwach Europy Zachodniej terytorialna jednostka administracyjna podległa hrabiemu (łac. comes, fr. comte, niem. Graf). W okresie feudalizmu we Francji oraz Niemczech hrabstwa uniezależniły się stanowiąc odrębne państwa.
Podział terytorialny na hrabstwa przetrwał do dziś na Węgrzech (komitat – węg. megye) i w krajach anglosaskich, m.in. w Wielkiej Brytanii, Irlandii, Stanach Zjednoczonych (ang. county), chociaż tymi hrabstwami nie zarządzają hrabowie.

## Święte Cesarstwo Rzymskie
Początkowo hrabia sprawował władzę tylko militarną, jako lokalny dowódca i zwołujący pospolite ruszenie, później był także przedstawicielem króla lub cesarza w sprawach sądowych, skarbowych i administracyjnych. System podziału na hrabstwa przyjął się we wszystkich krajach podległych Świętemu Cesarstwu Rzymskiemu, a po inwazji Normanów także w Anglii, Wielkiej Brytanii i innych krajach anglosaskich.
Hrabstwa leżące na rubieżach cesarstwa pełniące szczególną rolę, zwłaszcza militarną, nazywane były marchiami, a ich zwierzchnik nosił tytuł margrabiego, tj. hrabiego marchii, wyższy rangą od zwykłego hrabiego.
W okresie rozdrobnienia dzielnicowego wiele hrabstw, a prawie wszystkie marchie cesarstwa uzyskały częściową lub pełną suwerenność. Od XV w. hrabstwem zaczęto nazywać także dobra posiadane przez hrabiego, niezależnie od dawnych podziałów administracyjnych.

## I Rzeczpospolita
Od początków XVI w. w Koronie Królestwa Polskiego oraz w Wielkim Księstwie Litewskim, które utworzyły Rzeczpospolitą Obojga Narodów w 1569, nie istniał podział administracyjny na hrabstwa z dziedzicznym tytułem hrabiego. Nazwą „hrabstwo” nazywano zorganizowane dominia magnackie, których właścicielem była osoba najczęściej legitymującą się tytułem hrabiego S.R.I., niekiedy wywodząc swój tytuł od piastowskich komesów. Zwyczajowo nazywano też tak niektóre inne duże posiadłości (często dawne księstwa lub ich części) związane z tymi rodami hrabiowskimi. Przyjęła się również praktyka przechodzenia tytułu hrabiowskiego na kolejnych właścicieli dóbr, co dotyczyło również książąt, którzy je kupili, odziedziczyli lub otrzymali w posagu i odtąd posługiwali się oboma tytułami.
W ten sposób nazywano hrabstawami głównie (z kolejnymi właścicielami):
w Małopolsce
- hrabstwo tenczyńskie (Tęczyńscy, Opalińscy),
- hrabstwo wiśnickie (Kmitowie, Lubomirscy),
- hrabstwo tarnowskie (Tarnowscy, Ostrogscy, Zamoyscy),
- hrabstwo na Pieskowej Skale (Wielopolscy),
- hrabstwo szydłowieckie (Szydłowieccy, Radziwiłłowie nieświescy),

w Wielkopolsce
- hrabstwo na Ostrorogu (Ostrorogowie),
- hrabstwo kórnickie (Górkowie),
- hrabstwo łabiszyńskie (Latalscy),
- hrabstwo leszczyńskie (Leszczyńscy, Sułkowscy),

na Litwie
- hrabstwo szkłowskie (Chodkiewiczowie, Sieniawscy, Czartoryscy),
- hrabstwo na Myszy (Chodkiewiczowie, Sieniawscy),
- hrabstwo na Bychowie (Chodkiewiczowie, Sapiehowie),
- hrabstwo kodeńskie (Sapiehowie),
- hrabstwo mirskie (Iliniczowie, Radziwiłłowie nieświescy),

później także
- hrabstwo jarosławskie (Ostrogscy, Sobiescy, Czartoryscy, Lubomirscy),
- hrabstwo czerejskie (Sapiehowie),
- hrabstwo żywieckie (Komorowscy, Wielopolscy),
- hrabstwo bialskie (Radziwiłłowie),
- hrabstwo kojdanowskie (Radziwiłłowie),
- hrabstwo gieranońskie (Gasztołdowie, Radziwiłłowie),
- hrabstwo na Krożach (Kieżgajłowie, Radziwiłłowie nieświescy),
- hrabstwo przerembskie (Przerębscy),
- hrabstwo na Łasku (Łascy),
- hrabstwo na Lewartowie (Firlejowie, Sanguszkowie),
- hrabstwo na Krasiczynie (Krasiccy),
- hrabstwo na Hłusku (Chodkiewiczowie, Radziwiłłowie)[2],
- hrabstwo ilskie[3] (Sołłohubowie),
- hrabstwo iwienieckie (Sołłohubowie)[4],
- hrabstwo hory-horeckie (Sołłohubowie)[5],
- hrabstwo kamieńskie (Judyccy)
- hrabstwo rakowskie (Sanguszkowie)[6],
- hrabstwo Branickich (Braniccy)[7],
- hrabstwo tyczyńskie (Braniccy)[7][8],
- hrabstwo tykocińskie (Braniccy)[8],
- hrabstwo różańskie (Pacowie),
- hrabstwo dowspudzkie (Pacowie)[9],
- hrabstwo zabłudowskie (Radziwiłłowie),
- hrabstwo czarnawczyckie (Radziwiłłowie),
- hrabstwo sieleckie (Radziwiłłowie),
- hrabstwo wołczyńskie (Sapiehowie, Flemmingowie, Czartoryscy, Poniatowscy),
- hrabstwo wysockie (Jabłonowscy, Sapiehowie),

i inne.

## Stany Zjednoczone
48 z 50 stanów USA dzieli się na hrabstwa, chociaż nigdy nie istniał tam urząd hrabiego. Hrabstwa były tworzone jako jednostki administracyjne władzy samorządowej, a ich nazwa (ang. county) została zaczerpnięta z tradycyjnego podziału administracyjnego Anglii. Z tego względu na równi z terminem „hrabstwo” stosowany jest „okręg”, zasadniczo będąc formą bardziej poprawną ze względów historycznych.
Dwa wyjątki to Alaska i Luizjana: w Luizjanie bezpośrednim odpowiednikiem hrabstwa jest parafia cywilna (ang. parish), a na Alasce są tzw. boroughs („obszary”) z administracją lokalną oraz unorganized boroughs („obszary bez organizacji”), które ze względu na małą gęstość zaludnienia pozostają bez administracji lokalnej odpowiadającej kompetencjom hrabstwa/borough.
Zasady powstawania, likwidowania, dzielenia i łączenia hrabstw są ustalane przez poszczególne parlamenty stanowe, podobnie jak i zakres ich kompetencji.